# À deux
Pour plus de détails, voir Fiche technique et Distribution.
À deux (Vdvoyom) est un court métrage français de Nikolaï Khomeriki réalisé en 2004-2005.

## Synopsis
Kirill vit avec sa mère. Elle est gravement malade. Elle va mourir. Ce sont leurs dernières journées ensemble.

## Fiche technique
- Titre Français : À deux
- Titre Russe : Vdvoyom
- Réalisation : Nikolaï Khomeriki
- Scénario : Nikolaï Khomeriki
- Assistante réalisateur : Olga Vinogradova
- Image : Samuel Collardey
- Son : Julien Roig, Nicolas Mas, Mélanie Blouin
- Direction artistique : Svetlana Garpinchenko
- Costumes : Svetlana Garpinchenko
- Montage : Sonia Bogdanovsky
- Langue : russe
- Format : noir et Blanc
- Durée : 30 minutes

## Distribution
- Artyom Smola : Kirill
- Natalya Kolyakanova (ru) : La mère
- Anastasia Dounaeva
- Alissa Khazanova
- Tatiana Morozova
- Sergueï Pakhomov (ru)

## Distinctions

### Prix en festivals
Ce film a obtenu le Deuxième Prix de la Compétition de courts-métrages de la Cinéfondation au Festival de Cannes en 2005. 
Il a aussi été sélectionné au Festival international du film Molodist de Kiev en 2005 dans la compétition de films d'école où il a eu le prix du Meilleur film d'école. Il a été projeté dans ce même festival en 2006 pour un programme de Films de La fémis et en 2010 pour un programme spécial 40e anniversaire.
À deux a aussi reçu la Mention Spéciale du Jury catégorie « films d'écoles européens » au festival Premiers Plans d'Angers en 2006 ainsi que le Grand Prix fiction en 2006 au Festival Côté court de Pantin

### Autres sélections
- Festival international du film francophone de Namur 2006 (Hors compétition)[5]
- Festival international de cinéma Expresión en corto de Guanajuato 2006 (Programme festival Premiers Plans d'Angers)
- Festival international de court-métrage de Rio de Janeiro (Curta) - 2005 (Programme spécial Cinéfondation)[6]

## Autour du film
À deux est le travail de fin d'études (TFE) que Nikolaï Khomeriki a réalisé afin de finaliser ses études à La fémis.